# Ciclismo ai Giochi della XXXI Olimpiade - Velocità femminile
Le gare di Velocità femminile dei Giochi della XXXI Olimpiade furono corse dal 12 al 14 agosto al Velódromo Municipal do Rio, in Brasile. La medaglia d'oro fu vinta dalla tedesca Kristina Vogel.

## Risultati

### Qualificazioni
I migliori diciotto tempi si qualificano al primo turno.
| Posizione | Atleta              | Nazione       | Tempo  | Distacco | Note |
| --------- | ------------------- | ------------- | ------ | -------- | ---- |
| 1         | Rebecca James       | Gran Bretagna | 10.721 |          | Q    |
| 2         | Katy Marchant       | Gran Bretagna | 10.787 | +0.066   | Q    |
| 3         | Lee Wai-sze         | Hong Kong     | 10.800 | +0.079   | Q    |
| 4         | Elis Ligtlee        | Paesi Bassi   | 10.803 | +0.082   | Q    |
| 5         | Zhong Tianshi       | Cina          | 10.820 | +0.099   | Q    |
| 6         | Kristina Vogel      | Germania      | 10.865 | +0.144   | Q    |
| 7         | Natasha Hansen      | Nuova Zelanda | 10.871 | +0.150   | Q    |
| 8         | Stephanie Morton    | Australia     | 10.875 | +0.154   | Q    |
| 9         | Anna Meares         | Australia     | 10.947 | +0.226   | Q    |
| 10        | Simona Krupeckaite  | Lituania      | 10.978 | +0.257   | Q    |
| 11        | Anastasia Voynova   | Russia        | 10.985 | +0.264   | Q    |
| 12        | Kate O'Brien        | Canada        | 11.020 | +0.299   | Q    |
| 13        | Laurine van Riessen | Paesi Bassi   | 11.023 | +0.302   | Q    |
| 14        | Miriam Welte        | Germania      | 11.038 | +0.317   | Q    |
| 15        | Gong Jinjie         | Cina          | 11.068 | +0.347   | Q    |
| 16        | Virginie Cueff      | Francia       | 11.099 | +0.378   | Q    |
| 17        | Monique Sullivan    | Canada        | 11.143 | +0.422   | Q    |
| 18        | Olga Ismayilova     | Azerbaigian   | 11.152 | +0.431   | Q    |
| 19        | Tania Calvo         | Spagna        | 11.162 | +0.441   |      |
| 20        | Lisandra Guerra     | Cuba          | 11.171 | +0.450   |      |
| 21        | Fatehah Mustapa     | Malaysia      | 11.207 | +0.486   |      |
| 22        | Daria Shmeleva      | Russia        | 11.230 | +0.509   |      |
| 23        | Olivia Podmore      | Nuova Zelanda | 11.315 | +0.594   |      |
| 24        | Juliana Gaviria     | Colombia      | 11.505 | +0.784   |      |
| 25        | Sandie Clair        | Francia       | 11.517 | +0.796   |      |
| 26        | Helena Casas        | Spagna        | 11.707 | +0.986   |      |
| 27        | Ebtissam Mohamed    | Egitto        | 12.920 | +2.199   |      |

### Primo turno
Le vincitrici di ogni batteria si qualificano per il secondo turno, le perdenti vanno ai ripescaggi.
| Batteria | Posizione | Atleta              | Nazione       | Distacco | Note |
| -------- | --------- | ------------------- | ------------- | -------- | ---- |
| 1        | 1         | Rebecca James       | Gran Bretagna | X        | Q    |
| 1        | 2         | Olga Ismayilova     | Azerbaigian   | +0.165   | R    |
| 2        | 1         | Katy Marchant       | Gran Bretagna | X        | Q    |
| 2        | 2         | Monique Sullivan    | Canada        | +0.150   | R    |
| 3        | 1         | Lee Wai-sze         | Hong Kong     | X        | Q    |
| 3        | 2         | Virginie Cueff      | Francia       | +0.089   | R    |
| 4        | 1         | Elis Ligtlee        | Paesi Bassi   | X        | Q    |
| 4        | 2         | Gong Jinjie         | Cina          | +0.104   | R    |
| 5        | 1         | Zhong Tianshi       | Cina          | X        | Q    |
| 5        | 2         | Miriam Welte        | Germania      | +0.499   | R    |
| 6        | 1         | Kristina Vogel      | Germania      | X        | Q    |
| 6        | 2         | Laurine van Riessen | Paesi Bassi   | +0.179   | R    |
| 7        | 1         | Natasha Hansen      | Nuova Zelanda | X        | Q    |
| 7        | 2         | Kate O'Brien        | Canada        | +0.183   | R    |
| 8        | 1         | Anastasia Voynova   | Russia        | X        | Q    |
| 8        | 2         | Stephanie Morton    | Australia     | +0.097   | R    |
| 9        | 1         | Simona Krupeckaite  | Lituania      | X        | Q    |
| 9        | 2         | Anna Meares         | Australia     | +0.408   | R    |

### Ripescaggi primo turno
Le vincitrici di ogni batteria si qualificano per gli ottavi.
| Batteria | Posizione | Atleta              | Nazione     | Distacco | Note |
| -------- | --------- | ------------------- | ----------- | -------- | ---- |
| 1        | 1         | Anna Meares         | Australia   | X        | Q    |
| 1        | 2         | Olga Ismayilova     | Azerbaigian | +0.065   |      |
| 1        | 3         | Laurine van Riessen | Paesi Bassi | +0.072   |      |
| 2        | 1         | Miriam Welte        | Germania    | X        | Q    |
| 2        | 2         | Kate O'Brien        | Canada      | +0.061   |      |
| 2        | 3         | Monique Sullivan    | Canada      | +0.154   |      |
| 3        | 1         | Virginie Cueff      | Francia     | X        | Q    |
| 3        | 2         | Stephanie Morton    | Australia   | +0.012   |      |
| 3        | 3         | Gong Jinjie         | Cina        | +0.188   |      |

### Secondo turno
Le vincitrici di ogni batteria si qualificano per i quarti, le perdenti vanno ai ripescaggi.
| Batteria | Posizione | Atleta             | Nazione       | Distacco | Note |
| -------- | --------- | ------------------ | ------------- | -------- | ---- |
| 1        | 1         | Rebecca James      | Gran Bretagna | X        | Q    |
| 1        | 2         | Virginie Cueff     | Francia       | +0.037   | R    |
| 2        | 1         | Katy Marchant      | Gran Bretagna | X        | Q    |
| 2        | 2         | Miriam Welte       | Germania      | +0.343   | R    |
| 3        | 1         | Lee Wai-sze        | Hong Kong     | X        | Q    |
| 3        | 2         | Anna Meares        | Australia     | +0.081   | R    |
| 4        | 1         | Elis Ligtlee       | Paesi Bassi   | X        | Q    |
| 4        | 2         | Simona Krupeckaite | Lituania      | +0.025   | R    |
| 5        | 1         | Anastasia Voynova  | Russia        | X        | Q    |
| 5        | 2         | Zhong Tianshi      | Cina          | +0.001   | R    |
| 6        | 1         | Kristina Vogel     | Germania      | X        | Q    |
| 6        | 2         | Natasha Hansen     | Nuova Zelanda | +0.092   | R    |

### Ripescaggi secondo turno
Le vincitrici di ogni batteria si qualificano per i quarti.
| Batteria | Posizione | Atleta             | Nazione       | Distacco | Note  |
| -------- | --------- | ------------------ | ------------- | -------- | ----- |
| 1        | 1         | Simona Krupeckaite | Lituania      |          | Q     |
| 1        | 2         | Virginie Cueff     | Francia       | +0.001   | F9-12 |
| 1        | 3         | Natasha Hansen     | Nuova Zelanda | +0.150   | F9-12 |
| 2        | 1         | Zhong Tianshi      | Cina          |          | Q     |
| 2        | 2         | Anna Meares        | Australia     | +0.082   | F9-12 |
| 2        | 3         | Miriam Welte       | Germania      | +1.766   | F9-12 |

### Classificazione 9º-12º posto
| Posizione | Atleta         | Nazione       | Tempo  | Distacco |
| --------- | -------------- | ------------- | ------ | -------- |
| 9         | Natasha Hansen | Nuova Zelanda | 11.795 |          |
| 10        | Anna Meares    | Australia     |        | +0.068   |
| 11        | Miriam Welte   | Germania      |        | +0.174   |
| 12        | Virginie Cueff | Francia       |        | +0.181   |

### Quarti di finale
Le vincitrici di ogni batteria si qualificano per le semifinali
| Batteria | Posizione | Atleta             | Nazione       | Gara 1 | Gara 2 | Gara 3 | Note |
| -------- | --------- | ------------------ | ------------- | ------ | ------ | ------ | ---- |
| 1        | 1         | Rebecca James      | Gran Bretagna |        |        |        | SF   |
| 1        | 2         | Zhong Tianshi      | Cina          | +0.025 | +0.016 |        | F5-8 |
| 2        | 1         | Katy Marchant      | Gran Bretagna |        |        |        | SF   |
| 2        | 2         | Simona Krupeckaite | Lituania      | +1.139 | +0.232 |        | F5-8 |
| 3        | 1         | Kristina Vogel     | Germania      |        |        |        | SF   |
| 3        | 2         | Lee Wai-sze        | Hong Kong     | +0.044 | +0.189 |        | F5-8 |
| 4        | 1         | Elis Ligtlee       | Paesi Bassi   |        |        |        | SF   |
| 4        | 2         | Anastasia Voynova  | Russia        | +0.033 | +0.007 |        | F5-8 |

### Classificazione 5º-8º posto
| Posizione | Atleta             | Nazione   | Tempo  | Distacco |
| --------- | ------------------ | --------- | ------ | -------- |
| 5         | Zhong Tianshi      | Cina      | 11.197 |          |
| 6         | Lee Wai-sze        | Hong Kong |        | +0.005   |
| 7         | Simona Krupeckaite | Lituania  |        | +0.203   |
| 8         | Anastasia Voynova  | Russia    |        | +0.353   |

### Semifinali
Le vincitrici di ogni batteria si qualificano alla finale per l'oro, le altre si qualificano alla finale per il bronzo
| Batteria | Posizione | Atleta         | Nazione       | Gara 1 | Gara 2 | Gara 3 | Note |
| -------- | --------- | -------------- | ------------- | ------ | ------ | ------ | ---- |
| 1        | 1         | Rebecca James  | Gran Bretagna |        |        |        | QG   |
| 1        | 2         | Elis Ligtlee   | Paesi Bassi   | +0.038 | +0.400 |        | QB   |
| 2        | 1         | Kristina Vogel | Germania      |        |        |        | QG   |
| 2        | 2         | Katy Marchant  | Gran Bretagna | +0.065 | +0.089 |        | QB   |

### Finali
| Posizione            | Atleta         | Nazione       | Gara 1 | Gara 2 | Gara 3 |
| -------------------- | -------------- | ------------- | ------ | ------ | ------ |
| Finale per l'oro     |                |               |        |        |        |
|                      | Kristina Vogel | Germania      |        |        |        |
|                      | Rebecca James  | Gran Bretagna | +0.016 | +0.004 |        |
| Finale per il bronzo |                |               |        |        |        |
|                      | Katy Marchant  | Gran Bretagna |        |        |        |
| 4                    | Elis Ligtlee   | Paesi Bassi   | +0.087 | +0.007 |        |